# 熟悉的陌生人
熟悉的陌生人是指因與他人長期共處同一公共物理空间（例如同住同一條馬路且經常能在馬路上遇到或經常在同一個公交车站等公共汽車）而能被他人認出的陌生人，但他人並不与該陌生人互动、交流、說話。所以熟悉的陌生人對他人來說，其陌生程度介於完全不認識的陌生人與熟人之間。不過假如某人在其他城市或距離經常碰面的地方較遠的地點遇到熟悉的陌生人，兩人之間交流的可能性很大。這一概念由斯坦利·米尔格拉姆在1972年的论文《熟悉的陌生人：城市匿名的一个方面》（The Familiar Stranger: An Aspect of Urban Anonymity）中首次提出 。